# Judi Meredith
Judi Clare Meredith, all'anagrafe Judith Clare Boutin (Portland, 13 ottobre 1936 – Las Vegas, 30 aprile 2014), è stata un'attrice statunitense, attiva sia nel mondo del cinema che in quello della televisione.

## Biografia
Fin da giovanissima dimostrò un grande talento nel pattinaggio di figura, esibendosi in diversi show itineranti. Abbandonò la carriera sul ghiaccio in seguito ad alcuni infortuni, tra cui uno alla schiena e uno alla rotula. Fu chiamata da George Burns nel 1957 nel suo The George Burns and Gracie Allen Show e l'anno seguente partecipò al The George Burns Show. Sempre nel 1958 debuttò nel mondo del cinema in Eredità selvaggia di Charles F. Haas.
Negli anni seguenti prese parte ad altre produzioni cinematografiche e soprattutto a produzioni televisive, recitando in serie del calibro di Il virginiano, Gunsmoke, Death Valley Days, Have Gun - Will Travel, Carovane verso il West.
Nel 1962 si sposò con il regista Gary Nelson, da cui ebbe due figli. Per dedicare maggior tempo alla propria famiglia si ritirò dalle scene nella prima metà degli anni settanta.

## Filmografia

### Cinema
- Eredità selvaggia (Wild Heritage), regia di Charles F. Haas (1958)
- Testamento di sangue (Money, Women and Guns), regia di Richard Bartlett (1958)
- Summer Love, regia di Charles F. Haas (1958)
- L'ammazzagiganti (Jack the Giant Killer), regia di Nathan Juran (1962)
- I temerari del West (The Raiders), regia di Herschel Daugherty (1963)
- Passi nella notte (The Night Walker), regia di William Castle (1964)
- A Letter to Nancy, regia di William F. Claxton (1965)
- Dark Intruder, regia di Harvey Hart (1965)
- Queen of Blood, regia di Curtis Harrington (1966)
- Ti combino qualcosa di grosso (Something Big), regia di Andrew V. McLaglen (1971)

### Televisione
- Telephone Time – serie TV, episodio 2x19 (1957)
- Panico (Panic!) – serie TV, episodio 1x07 (1957)
- Conflict – serie TV, episodio 1x15 (1957)
- The Restless Gun – serie TV, episodio 2x07 (1958)
- Tales of Wells Fargo – serie TV, episodio 3x30 (1959)
- Cimarron City – serie TV, episodio 1x14 (1959)
- Yancy Derringer – serie TV, episodio 1x31 (1959)
- General Electric Theater – serie TV, episodi 8x04-8x32-10x17 (1959-1962)
- The Investigators – serie TV, episodio 1x08 (1961)
- Have Gun - Will Travel – serie TV, 3 episodi (1961-1963)
- The New Breed – serie TV, episodio 1x25 (1962)
- Bonanza – serie TV, episodi 4x08-8x31 (1962-1967)
- Vacation Playhouse – serie TV, episodio 2x07 (1964)
- Gli uomini della prateria (Rawhide) – serie TV, episodio 7x18 (1965)
- Il virginiano (The Virginian) – serie TV, episodio 5x08 (1966)
- Ben Casey – serie TV, 5 episodi (1966)